# You Suffer
«You Suffer» es una canción de la banda de grindcore británica Napalm Death, que ganó un lugar en el Libro Guinness de récords mundiales como la canción más corta en ser grabada. Tiene precisamente 1,316 segundos de duración y la letra consiste en «You suffer, but why?» ("Tú sufres, pero ¿por qué?").
La canción fue escrita por los miembros de la banda Nicholas Bullen y Justin Broadrick durante las sesiones From Enslavement to Obliteration, grabada en marzo de 1986, y aparece en el álbum Scum.
Sobre la canción, Justin Broadrick diría: 

"You Suffer" fue en gran parte una broma, una canción de un segundo. Totalmente retrasado. Es ridículo, pero fue hilarante. Tocamos esa canción delante de 30 chicos, como cada fin de semana. Tocamos esa canción 30 veces. Fue una risa.

En marzo del año 2007, para coincidir con el 20º aniversario del lanzamiento del disco doble Scum, se lanzó un video musical de la canción en el que aparece únicamente una niña saltando.